# Меклингер, Людвиг
Лю́двиг Ме́клингер (нем. Ludwig Mecklinger; 14 ноября 1919, Бухдорф — 22 июня 1994, Берлин) — министр здравоохранения ГДР в 1971—1989 годах.

## Биография
Людвиг Меклингер окончил гимназию в Айхштете и в 1939—1944 годах изучал медицину в Лейпцигском, Гамбургском и Берлинском университетах. В 1944 году был призван на военную службу в вермахт и попал в плен к американцам, содержался в лагере в Траунштайне.
В 1945—1947 годах Меклингер работал в провинциальной администрации Саксонии-Анхальт, где отвечал за борьбу с эпидемиями, в 1947—1948 годах работал в земельном ведомстве здравоохранения, в 1948—1952 годах занимал должность министра труда и здравоохранения земли Саксония-Анхальт.
В 1949—1954 годах Людвиг Меклингер изучал юриспруденцию в Германской академии государственных и правовых наук в Потсдаме. В 1952—1954 годах занимал должность заместителя председателя ЦК Красного Креста ГДР. До 1957 года работал на должности заместителя начальника медицинской службы Военизированной народной полиции, впоследствии ННА. До 1964 года руководил военно-медицинским отделением Грайфсвальдского университета.
В 1964 году получил профессорскую степень и был назначен проректором по военной медицине и заместителем министра здравоохранения. В 1969 году занял должность статс-секретаря и первого заместителя министра. В 1971 году был назначен министром и занимал эту должность до 1989 года.
В 1981—1990 годах Меклингер являлся депутатом Народной палаты, в 1986—1989 годах входил в состав ЦК СЕПГ.